# Mo Ostin
Mo Ostin (New York, 27 maart 1927 – Los Angeles, 31 juli 2022) was een Amerikaanse muziekproducent bij o.a. Reprise Records, die aan het hoofd heeft gestaan van de Warner Music Group, na de samenvoeging eerst met Reprise en daarna van Warner/Reprise met Atlantic Records.

## Jeugd
Mo Ostin werd geboren als Morris Meyer Ostrofsky in 1927 in New York als zoon van immigranten die hun geboorteland Rusland ontvluchtten waren tijdens de Russische Revolutie van 1917. Toen Mo Ostin  13 jaar was, verhuisde het gezin naar Los Angeles, waar ze een kleine groentenmarkt openden. Zijn buurman in de wijk Fairfax in Los Angeles was Irving Granz, een broer van impresario Norman Granz, oprichter van Clef Records en organisator van een reeks jazzconcerten Jazz at the Philharmonic in de jaren '40 en '50 van de 20e eeuw.
Terwijl hij economie studeerde aan de UCLA, reisde Ostin - die zijn naam veranderde toen hij in de muziekwereld kwam omdat het gemakkelijker te onthouden was - met de concerttour van Norman Granz en verkocht hij de concertprogramma's van 25 cent. Ostin studeerde cum laude af aan de universiteit, maar stopte later in 1954 met de UCLA Law School om zijn vrouw en zoon te onderhouden. Hij nam een baan als controller bij Clef Records, dat jazzgrootheden als Charlie Parker, Count Basie en Duke Ellington onder contract had.

## Verve
In 1956 werd Clef Records omgedoopt in Verve Records, waar Ostin tot 1960 controller bleef. Eind jaren vijftig probeerde Ostins muzikale held Frank Sinatra Verve Records te kopen, maar Granz besloot tot verkoop aan MGM Records, waarna Sinatra besloot zelf een label op te richten onder de naam Reprise Records en Ostin te contracteren om het label te leiden.

## Reprise
Reprise als zelfstandig label bestond van 1960 tot 1963.
In zijn eerste formele interview tijdens zijn 31 jaar bij Warner Bros. vertelde Ostin aan de Los Angeles Times Calendar over de oprichting van Reprise: '
Frank's hele idee was om een omgeving te creëren die voor de artiest zowel artistiek als economisch aantrekkelijker zou zijn dan wat de anderen konden bieden.— Los Angeles Times Calendar, 11 december 1994, p. 8.
Hoewel het label artistiek succesvol was, leed Reprise verlies. Sinatra verkocht in 1963 2/3 van zijn aandelen aan Warner Bros., waardoor het label een kapitaalinjectie kreeg, alsmede de distributiefaciliteiten van Warner.
Ostin bleef het label leiden en maakte er ook commercieel een succes van en zou ook in de Warner groep en zijn andere labels een leidende rol blijven spelen.

## Warner Bros.
Van 1967 tot 1969 bekleedde Ostin de functie van president van Warner Bros./Reprise Records.
In 1969 werd Warner Bros.-Seven Arts overgenomen door de Kinney National Company en omgedoopt tot Warner Communications, vervolgens tot WEA (staat voor Warner-Elektra-Atlantic) ook bekend als Warner Music Group. In januari 1970 streed Ahmet Ertegun, oprichter van Atlantic succesvol tegen Mike Maitland, president van Warner Bros. Records, om Atlantic Records autonoom te houden. Maitland werd ontslagen door Kinney-president Steve Ross. Ertegun stelde Mo Ostin voor als opvolger van Maitland.
Ostin behield de autonomie van de platenlabels buiten de reorganisaties van het moederbedrijf en kon doorgaan met eigen marketing, terwijl WEA de distributie behartigde.
Onder Ostins leiding werd in vele stijlen succesvol muziek uitgebracht zoals o.a. van Neil Young, Miles Davis, Black Sabbath, Fleetwood Mac, Emmylou Harris, Madonna, Prince, Talking Heads en James Taylor, maar ook excentrieker werk vond onderdak, zoals van The Grateful Dead, Frank Zappa en Jimi Hendrix.
In 1993 herhaalde zich een machtsstrijd in de leiding van Warner, ditmaal met Robert Morgado, waarna Ostin op 31 december 1994 zijn ontslag nam, maar wel een adviseursfunctie voor Time Warner tot augustus 1995 bleef vervullen.

## Dreamworks/SKG Records
Dreamworks/SKG begon als een ambitieus project van filmregisseur Steven Spielberg, muziekexecutive David Geffen (Geffen Records) en Jeffrey Katzenberg (The Walt Disney Company) om een nieuwe onafhankelijke Hollywoodstudio op te richten en te bewijzen dat de markt niet alleen opgemaakt is uit de groep grootste filmstudio's ter wereld.
Op 5 oktober 1995 werden Mo Ostin, samen met voormalig president van Warner Bros. Records Lenny Waronker, en voormalig senior vice-president A&R bij Warner - en Ostins zoon - Michael Ostin als managementteam voor DreamWorks SKG Records gecontracteerd.

## Eerbetoon
In 2003 werd Ostin op voordracht van Neil Young, Paul Simon en Lorne Michaels opgenomen in de Rock and Roll Hall of Fame.

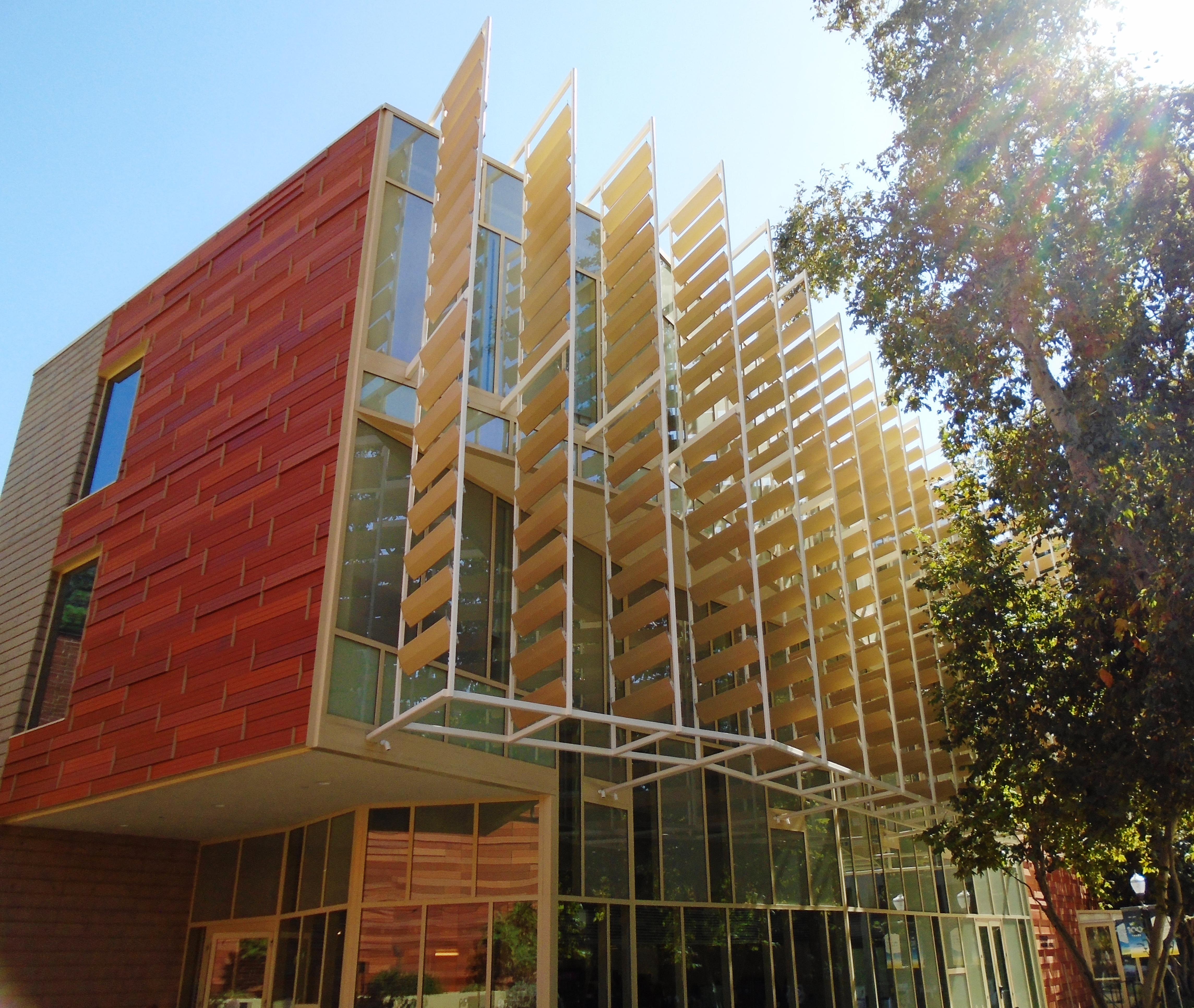
2019 UCLA Evelyn and Mo Ostin Music Center

## Overig
In 2011 schonk Ostin aan de Universiteit van Los Angeles, waar hij studeerde 10 miljoen dollar voor een muziekgebouw.